# NGC 6658
NGC 6658 est une galaxie lenticulaire vue par la tranche et située dans la constellation d'Hercule. Sa vitesse par rapport au fond diffus cosmologique est de 3 599 ± 18 km/s, ce qui correspond à une distance de Hubble de 53,1 ± 3,7 Mpc (∼173 millions d'al). NGC 6658 a été découverte par l'astronome allemand Albert Marth en 1864.

## Groupe d'UGC 11289
Selon A. M. Garcia NGC 6658 fait partie du groupe d'UGC 11289. Ce groupe de galaxies renferme au moins six membres. Les cinq autres galaxies sont NGC 6641, UGC 11246, UGC 11261, UGC 11289 et UGC 11302 (identifié faussement à NGC 6669 par Garcia).